# Campionati norvegesi di triathlon
La Federazione norvegese di triathlon organizza con cadenza annuale i Campionati norvegesi di triathlon.

## Albo d'oro

### Uomini
| Anno | Oro                      | Argento                     | Bronzo                     |
| ---- | ------------------------ | --------------------------- | -------------------------- |
| 2000 | Eirik Johnsen            | Eyvind Kartveit             | Christian Houge-Thiis      |
| 2001 | Eirik Johnsen (2)        | Eyvind Kartveit             | Arild Tveiten              |
| 2002 | Eyvind Kartveit          | Jørn Henrik Thoresen        | Arild Tveiten              |
| 2003 | Eyvind Kartveit (2)      | Kristofer Larsen            | Jørn Henrik Thoresen       |
| 2004 | Jørn Henrik Thoresen     | Håvard Jenssen              | Rune Skinnerlien           |
| 2005 | Jørn Henrik Thoresen (2) | Tord Asle Gjerdalen         | Kristofer Larsen           |
| 2006 | Ragnar Alne              | Jo Nordskar                 | Tord Asle Gjerdalen        |
| 2007 | Øyvind Johannessen       | Kristofer Larsen            | Erik Guldhav               |
| 2008 | Øyvind Johannessen (2)   | Kristofer Larsen            | Erlend Skogland            |
| 2009 | Øyvind Johannessen (3)   | Eirik Ravnan                | Even Olsen                 |
| 2010 | Even S. Hersleth         | Even Olsen                  | Kristofer Larsen           |
| 2011 | Håkon Johannessen        | Mikal Iden                  | Øyvind Johannessen         |
| 2012 | Kristian Blummenfelt     | Alexander Broberg Skeltvedt | Håkon Johannessen          |
| 2013 | Kristian Blummenfelt (2) | Gustav Iden                 | Alexander Broberg Skeltved |
| 2014 | Gustav Iden              | Alexander Broberg Skeltved  | Casper Stornes             |
| 2015 | Kristian Blummenfelt (3) | Gustav Iden                 | Casper Stornes             |
| 2016 | Casper Stornes           | Gustav Iden                 | Morten Hansen              |

### Donne
| Anno | Oro                     | Argento                | Bronzo                     |
| ---- | ----------------------- | ---------------------- | -------------------------- |
| 2000 | Anne E. Eldegård        | Kristin Undheim        | Kristin Lie                |
| 2001 | Anne E. Eldegård (2)    | Claudia Berger Asphaug | Kristin Lie                |
| 2002 | Anne E. Eldegård (3)    | Sofie Van der Vlist    | Gunhild Hodt               |
| 2003 | Kristin Lie             | Sofie Spiten           | Trine Kirkhus              |
| 2004 | Kristin Lie (2)         | Trine Kirkhus          | Sofie Van der Vlist Spiten |
| 2005 | Malin Lundvik           | Kristin Lie            | Brita Cecilie Mustad       |
| 2006 | Brita Cecilie Mustad    | Kristin Lie            | Trine Kirkhus              |
| 2007 | Kristin Lie (3)         | Brita Cecilie Mustad   | Vibeke Stærkebye Nørstebø  |
| 2008 | Kristin Lie (4)         | Heidi Harviken         | Marie Veslestaul           |
| 2009 | Malin Lundvik (2)       | Marit W. Storeng       | Solfrid Agersten           |
| 2010 | Kristin Lie (5)         | Gunhild Berntsen       | Heidi Rørdam Gundersen     |
| 2011 | Mette Pettersen Moe     | Brita Cecilie Mustad   | Malin Lundvik              |
| 2012 | Mette Pettersen Moe (2) | Brita Cecilie Mustad   | Karin Flottorp Lingsom     |
| 2013 | Mette Pettersen Moe (3) | Lotte Miller           | Kari Flottorp Lingsom      |
| 2014 | Mette Pettersen Moe (4) | Charlotte Kunz         | Brita C. Mustad            |
| 2015 | Lotte Miller            | Karen Magnussen        | Monica Wold                |
| 2016 | Solveig Løvseth         | Charlotte Kunz         | Monica Wold                |

## Edizioni
| Anno | Sede         |
| ---- | ------------ |
| 2000 | Gjesdal      |
| 2001 | Oslo         |
| 2002 | Haugesund    |
| 2003 | Jessheim     |
| 2004 | Oslo         |
| 2005 | Hvervenbukta |
| 2006 | Oslo         |
| 2007 | Oslo         |
| 2008 | Langesund    |
| 2009 | Oslo         |
| 2010 | Kongsberg    |
| 2011 | Oslo         |
| 2012 | Nesodden     |
| 2013 | Oslo         |
| 2014 | Hove         |
| 2015 | Kristiansand |
| 2016 | Kristiansand |